# Takeo Yoshikawa
Takeo Yoshikawa 吉川 猛夫一 (Yoshikawa Takeo?) (Matsuyama, 7 marzo 1914 – 20 febbraio 1993) è stato un agente segreto giapponese, uno dei maggiori organizzatori dell'attacco di Pearl Harbor.

## Biografia

### Primi anni
Laureatosi nel 1933 all'Accademia navale imperiale giapponese a Etajima, Yoshikawa servì in mare, per circa un anno, a bordo di alcuni sottomarini e dell'incrociatore corazzato Asama e aveva iniziato l'addestramento come pilota navale verso la fine del 1934, quando un disturbo allo stomaco gli impedì di completare la sua formazione. Successivamente, venne congedato dalla Marina imperiale giapponese nel 1936.
Un anno più tardi, nel 1937, cominciò una carriera nell'Intelligence, venendo assegnato presso il quartier generale della Marina a Tokyo. Nel corso degli anni, divenne un esperto della United States Navy, abilità che sarà un elemento di fondamentale importanza per la sua successiva opera di spionaggio nel porto di Pearl Harbor.